# ملك صرف

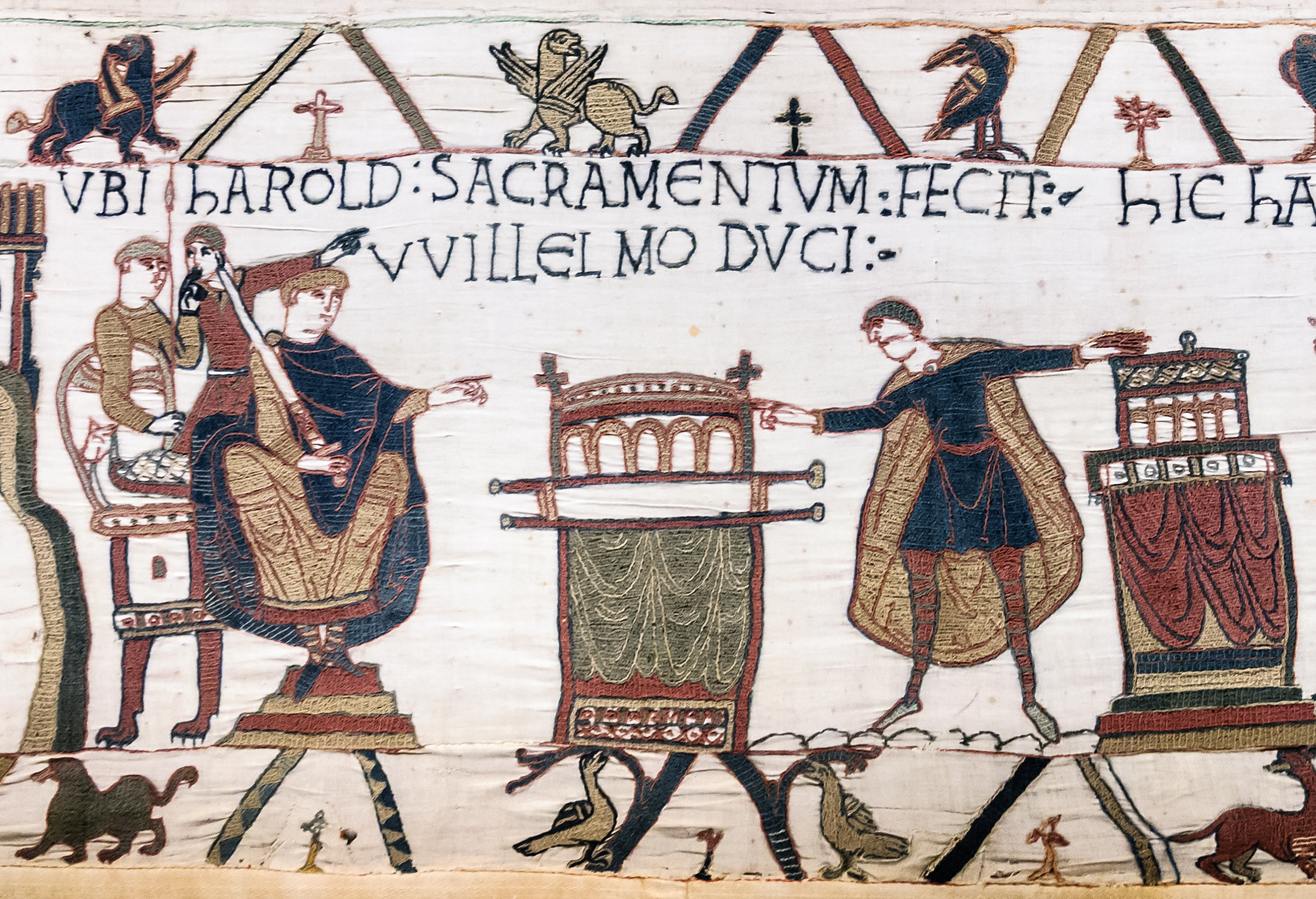
المشهد 23 من نسيج بايو، قام هارولد بتقديم سر الدوق ويليام

المُلْك الصِرْف أو مِلْكيَّة عَقاريَّة مُطْلَقَة  في قانون سلطة القضاء الشائع مثل إنجلترا وويلز، أستراليا، كندا، وأيرلندا، مُـ_ِـلكية عقارية مُطلَقة هي حق التملك ل اموال ثابتة (ملكية عقارية) أو ارض وكل الاملاك التي  لا يمكن نقلها أو تحريكها المرتبطة بهذه الأرض.على العكس من عقد التأجير: الذي تعود ملكية الأرض والعقار لصاحب الملك (المالك) الاصلي  عند انتهاء الإيجار. ان يكون التملك ملكية عقارية مطلقة يجب ان تمتلك سمتين: الجمود (يجب أن تكون الملكية عبارة عن أرض أو فائدة من إنتاج الأرض أو ملحقة بالأرض) ويجب ان تكون ملكيتها دائمة لمدة غير محددة. إذا كان للملكية مدة الزمنية محددة فانها لا تكون ملكية عقارية مطلقة.وانما "ممتلكات مثل ارض مؤجرة، تركة ميراث مقصور (على ورثة دون آخرين)لمدة من الحياة.
جزء من مجموعة الملكية العقارية الدائمة مستمرة، أي «التركة الممنوحة معطاة ل حياته، ثم التركة تتحول بالتوريث إلى ذريته تباعا مدى الحياة».
في إنجلترا وويلز، قبل عمل قانون الملكية  1925, الملكية العقارية المطلقة حالتها القابلة للنقل للمالكين «الوصيون والوارثون» (الوريثون عن طريق الميراث، شراء (بما في ذلك هدية), بالتتالي) كانت اجرة مالية بسيطة، تصف ملكية ميراث محصور (على ورثة دون آخرين)عندما تحول (عن طريق الميراث عدا ذلك) محتكرة على أحد احفاد سلالة أول شخص اعطيت له التركة (معروف من «لحمه» أو «دمه»).كانت هناك أيضًا مِلْكيَّة عَقاريَّة مُطْلَقَة  غير مورثة، مثل أراضٍ خاصّة ل حياته (الوقف).